# Waru: Kanketsu-hen
Série
Waru
(2006)
Pour plus de détails, voir Fiche technique et Distribution.
Waru: Kanketsu-hen (WARU 完結編) est un film japonais adapté d'un manga de Hisao Maki, réalisé par Takashi Miike et sorti en août 2006. Il fait suite à Waru, sorti plus tôt la même année.

## Fiche technique
- Titre : Waru: Kanketsu-hen
- Titre original : WARU 完結編
- Réalisation : Takashi Miike
- Scénario : Hisao Maki d'après son manga Waru: saishū-shо̄
- Photographie : Kazunari Tanaka
- Production : Yoshihisa Yamamoto
- Société de production : Alpha Works, Image House, Kо̄dansha et Maki Productions
- Pays :  Japon
- Genre : Action
- Durée : 107 minutes
- Dates de sortie : 
  -  Japon : 25 août 2006

## Distribution
- Shо̄ Aikawa : Yо̄ji Himuro
- Yoshihiko Hakamada : Genji
- Ryо̄ Ishibashi : Sakuragi
- Tamio Kawaji
- Hikaru Kawamura
- Saki Kurihara
- Shion Machida
- Hisao Maki
- Keiko Matsuzaka : Reiko Misugi
- Masumi Okada
- Johnny Okura
- Hitoshi Ozawa
- Atsuko Sakuraba
- Satoru Sayama
- Hideki Sone